# Chiesa di Sant'Erasmo (Legnano)
La chiesa di Sant'Erasmo è un luogo di culto cattolico di Legnano.

## Storia
Innalzata nel Trecento e restaurata nel 1490, questa chiesa è dedicata a Sant'Erasmo, vescovo di Formia ed era annessa all'omonimo ospizio che fu probabilmente fondato da Bonvesin de la Riva nel XIII secolo e che venne demolito nel 1925 per ingrandire la strada statale del Sempione. Questo edificio di ricovero, che aveva anche funzione di ospedale e orfanotrofio, fu in seguito riedificato mantenendone la denominazione. Il complesso era dotato di una ruota degli esposti.
La chiesa compare negli elenchi degli edifici religiosi dell'area milanese compilati nel Trecento da Goffredo da Bussero. Questa primitiva chiesa trecentesca era dotata di un altare che era intitolato a Santa Margherita. La presenza dell'ospizio a fianco alla chiesetta è confermata fin da prima del 1304. Infatti, da un lascito testamentario di Bonvesin de la Riva del 18 agosto 1304, è riportata la volontà di donare parte delle sue ricchezze ai frati dell'ospizio Sant'Erasmo.
Nel Medioevo i pellegrini che percorrevano una delle vie romee e che erano diretti a Milano, avevano tra le soste anche l'ospizio Sant'Erasmo a Legnano.
Documenti del 1550 provano che la chiesa di Sant'Erasmo e l'ospizio erano circondati dalla campagna. Uno scritto di questo periodo descrive così questo luogo:

## La chiesa e le opere artistiche

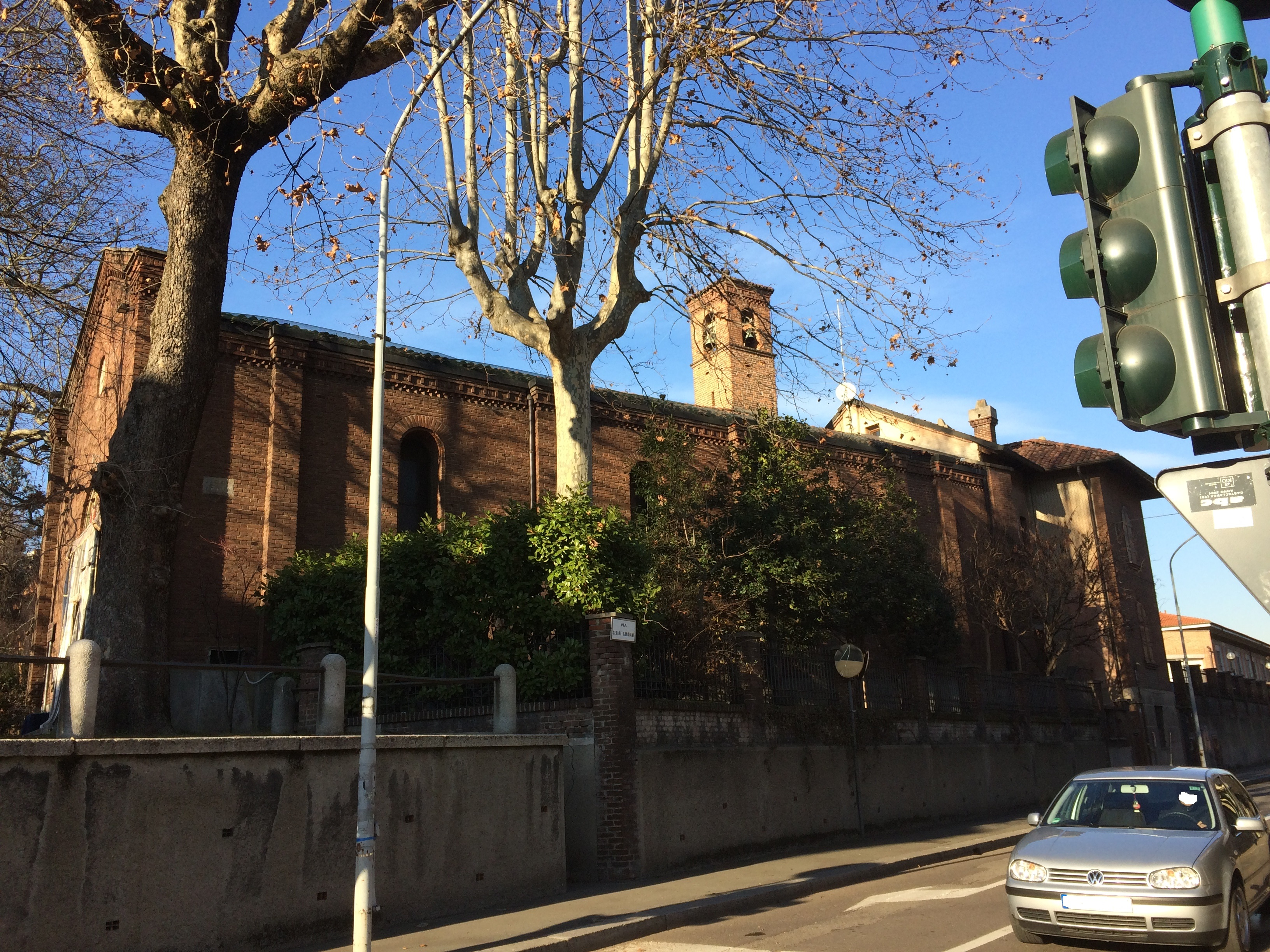
La parte laterale della chiesa

Alla chiesa trecentesca, già profondamente ristrutturata nel 1490, nel 1677 fu rielaborata la facciata con l'applicazione di lesene e la ricostruzione a timpano triangolare del portale d'ingresso.
L'ultima importante ristrutturazione fu eseguita nel 1925 per iniziativa del Podestà di Legnano Fabio Vignati. quando fu demolito l'ospizio medioevale. Sulle pareti esterne dell'antico ospizio Sant'Erasmo erano presenti degli affreschi del XIV e del XV secolo riproducenti il martirio di sant'Erasmo. La maggior parte di queste pitture fu perduta, ma alcuni frammenti sono conservati al museo civico della città, all'interno dell'Ospedale della città (la chiesa di Sant'Erasmo è anche sede di cappellania del nosocomio) e all'interno della chiesa di Sant'Erasmo. Durante lavori del 1925, furono oggetto di ristrutturazione i muri esterni e la facciata, che venne risistemata in stile trecentesco grazie alla posa di mattoni con foggia del periodo storico citato. I lavori di ristrutturazione si conclusero due anni dopo, nel 1927.
Il nuovo altare maggiore della chiesa fu benedetto il 2 giugno 1939 l'arcivescovo di Milano Ildefonso Schuster.
Pregevole è una pala d'altare di Benvenuto Tisi, detto "Il Garofalo", oppure di Cristoforo Lampugnani (l'attribuzione è dubbia), riproducente la Madonna col Bambino. Sulla sinistra della Madre di Gesù, è raffigurato Sant'Erasmo, mentre a destra è stato dipinto San Magno, che è il patrono di Legnano". La volta maggiore è stata invece affrescata nel XIX secolo da Antonio Maria Turri". Questo dipinto riproduce un volo d'angeli che cinge il Padreterno.